# جوزيب لانديكا
جوزيب لانديكا (بالألمانية: Josip Landeka)‏ هو لاعب كرة قدم ألماني في مركز الوسط، ولد في 28 أبريل 1987 في أوفنباخ أم ماين في ألمانيا. شارك مع منتخب كرواتيا تحت 19 سنة لكرة القدم. أما مع النوادي، فقد لعب مع دارمشتات 98 وشتوتغارت كيكرز وفيهين فيسبادن وكارل زايس يينا وكيمنتزر وماينتس 05.

## وصلات خارجية
- جوزيب لانديكا على موقع قاعدة بيانات كرة القدم.إي يو (الإنجليزية)
- جوزيب لانديكا على موقع بيانات كرة القدم. دي إي (الألمانية)
- جوزيب لانديكا على موقع Soccerway.com (الإنجليزية)
- جوزيب لانديكا على موقع عالم كرة القدم.نت (الإنجليزية)